# ستيفن ستيوارت
ستيفن ستيوارت (1975 بفيلادلفيا في الولايات المتحدة - ) (بالإنجليزية: Stephen Stewart)‏ هو مدرب كرة سلة ولاعب كرة سلة أمريكي في مركزي مدافع مسدد الهدف وهجوم صغير الجسم.

## وصلات خارجية
- ستيفن ستيوارت على موقع كلية كرة السلة في سبورتس رفرنس.كوم (الإنجليزية)